# Constantin Denis Bourbaki
Pour les articles homonymes, voir Bourbaki.
Le colonel Constantin Denis Bourbaki (en grec moderne : Διονύσιος Βούρβαχης, Dionysios Vourvachis) né en Céphalonie en 1787, et mort à Kamatero (près d'Athènes) en 1827, était un officier franco-grec qui combattit dans l'armée napoléonienne et dont le fils, Charles Denis Bourbaki, fut général dans l'armée de Napoléon III.

## Biographie
Son père, Konstantinos-Sotirios Vourvachis, était un Crétois qui avait dû s'exiler et s'était installé à Céphalonie, île grecque occupée par les Français durant l’époque napoléonienne. Élevé en France, Constantin est diplômé de l'École spéciale militaire de Fontainebleau en 1804, et devient sous-lieutenant du 6e régiment d'infanterie de ligne il fait la Campagne d'Italie (1805) pendant les guerres de la Troisième Coalition, et sert notamment dans la garde royale et comme aide de camp de Joseph Bonaparte. Envoyé en Espagne en 1808, il devient capitaine puis adjudant-major aux voltigeurs de la Garde espagnole du roi Joseph. En 1810, il est commandant du régiment de Castille, puis en 1812 lieutenant-colonel du régiment Royal Étranger jusqu'à la dissolution de l'armée espagnole de Joseph. Il réintègre l'armée française et devient major du 31e régiment d’infanterie légère avec lequel il se couvre de gloire lors des batailles d'Orthez et de Toulouse lui permettant d'être nommé colonel. 
Mis en demi-solde durant la Première Restauration, il reprend du service comme colonel pendant la campagne des Cent-Jours. Mis à nouveau en demi-solde après l'exil de Napoléon Ier à Sainte-Hélène, il s'installe dans le Sud-Ouest ou il est, durant la seconde Restauration, sans cesse harcelé par la police royale des Bourbons entre 1815 et 1826. Il obtient la nationalité française en 1818. Dans les années 1820, il participe à la charbonnerie. En 1826, il rejoint les insurgés grecs pendant la guerre d'indépendance. Il est capturé et décapité par les Turcs, le 8 février 1827 après sa défaite à la bataille de Kamatero (en).